# Indijska nogometna reprezentacija
Indijska nogometna reprezentacija predstavlja Indiju u nogometu, te je pod kontrolom Indijskog nogometnog saveza. Do sada nijedanput nisu igrali na svjetskom prvenstvu, iako su se kvalificirali na svjetsko prvenstvo u Brazilu 1950. godine, ali su se uoči početka turnira povukli. Pet puta su nastupali na kontinentalnom Azijskom kupu, a najbolji rezultat Indija je ostvarila 1964. godine kada su došli do finala.

## Vanjske poveznice
- AIFF Službene stranice Indijskog nogometnog saveza